# 氟化锕
氟化锕是一种无机化合物，化学式AcF3，有强放射性。

## 制备
氟化锕可由氢氧化锕和氟化氢在700℃反应得到：
Ac(OH)3 + 3 HF → AcF3 + 3 H2O
由于氟化锕难溶于水，因此水溶液中的复分解反应也能得到它：
Ac3+ + 3 F− → AcF3↓